# Université des sciences et technologies du Togo
Université des sciences et technologies du Togo (USTTG) er et universitet  i Lomé (Togo) etableret i 2012.